# Zetes

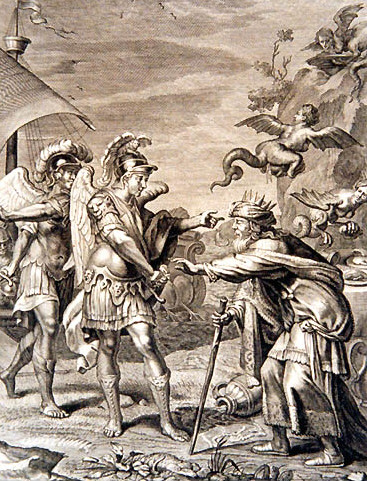
Phineus wordt verlost door de Zetes en Calaïs.

Zetes is een figuur uit de Griekse mythologie. Hij is de zoon van Boreas, god van de noordenwind, en Oreithyia, godin van de koude bergwind. Zetes is de tweelingbroer van Calaïs. Hij verloste tijdens de tocht van de Argonauten de waarzegger Phineus van de Harpijen die hem het leven zuur maakten.
Phineus hielp hen toen bij de tocht naar Colchis.